# Fulles caigudes
Fulles caigudes (títol original, Kuolleet lehdet; lit. ‘Fulles mortes’, títol internacional Fallen Leaves) és una pel·lícula romàntica de comèdia dramàtica de coproducció finlandesa i alemanya del 2023 escrita i dirigida per Aki Kaurismäki. És el 20è llargmetratge de Kaurismäki i una continuació de la seva sèrie Proletariat, que inicialment es va plantejar com una trilogia i que ja inclou Ombres al paradís (1986), Ariel (1988) i Tulitikkutehtaan tyttö (1990). És protagonitzada per Alma Pöysti i Jussi Vatanen. La pel·lícula és produïda per Sputnik i Bufo. Ha estat subtitulada al català.
La pel·lícula es va estrenar el 22 de maig de 2023 al 76è Festival Internacional de Cinema de Canes, i va ser seleccionada per competir per la Palma d'Or a la seva secció principal de competició, on va guanyar el Premi del Jurat. Es va estrenar a Finlàndia el 15 de setembre de 2023. Va rebre elogis de la crítica i va ser nomenada una de les cinc millors pel·lícules internacionals del 2023 per la National Board of Review. La pel·lícula va ser escollida com a entrada finlandesa] per la Millor Pel·lícula Internacional als Premis Oscar de 2023, i va ser una de les 15 pel·lícules finalistes a la llista de nominades de desembre.

## Argument
Ansa (que significa 'trampa' en finès) és soltera i viu a Hèlsinki. Treballa amb un contracte de zero hores en un supermercat, emmagatzemant les prestatgeries. El treballador igualment solitari Holappa treballa com a soldador i beu sovint a la feina. Els dos de tant en tant es troben per la ciutat. L'Ansa és acomiadada per emportar-se a casa menjar caducat de la botiga de queviures i comença a treballar en un bar on li paguen en negre. Al seu segon dia de feina, el seu cap és arrestat i ella torna a estar sense feina, però es troba amb Holappa que li demana que li compri un cafè. Veuen una pel·lícula al cinema, i ella li anota el seu número de telèfon, però no li diu el seu nom. Holappa perd el paper.
L'Ansa es sent decebuda esperant una trucada telefònica. Holappa no té manera de localitzar-la. Es lesiona a la feina i és acomiadat després d'haver donat positiu en una prova d'alcoholèmia. En conseqüència, també és expulsat del dormitori de l'empresa. Els dos finalment es retroben fora d'un cinema una nit, i l'Ansa el convida a sopar. Ella l'enxampa bevent d'un flascó al seu pis i el fa fora. Holappa dorm als bancs a la nit i aconsegueix una feina a la construcció, però és acomiadat de nou per beure a la feina. Finalment, troba habitatge i aboca les seves ampolles pel desguàs. Truca a l'Ansa per disculpar-se, i accepten reunir-se de seguida. De camí és atropellat per un tren.
L'Ansa visita Holappa a l'hospital cada dia mentre està en coma, llegint i parlant amb ell. Finalment es desperta i marxen de l’hospital junts.

## Repartiment
- Alma Pöysti com a Ansa[10]
- Jussi Vatanen com a Holappa
- Janne Hyytiäinen com a Huotari
- Nuppu Koivu com a Liisa
- Matti Onnismaa com a cap del taller de ferro
- Simon Al-Bazoon com a porter de cafè net
- Martti Suosalo com a cap de l'Ansa
- Sakari Kuosmanen com a home a la fonda
- Maria Heiskanen com a infermera sènior
- Alina Tomnikov com a Tonja
- Alma el gos com a gos Chaplin[11]
- Maustetytöt
- Juho Kuosmanen[12]
- Sherwan Haji[12]

## Producció
Kuolleet lehdet va ser produïda per Sputnik Oy i Bufo, i coproduïda per la companyia alemanya Pandora Film. La producció també va rebre el suport de la Suomen elokuvasäätiö, Yle, la companyia finlandesa de radiodifusió, ZDF / ARTE, ARTE G.E.I.E, Filmförderungsanstalt i Film- und Medienstiftung NRW.
El rodatge va començar l'agost de 2022 a Kallio, Hèlsinki. Timo Salminen va exercir com a director de fotografia. La producció es va fer "en una sola presa " i a l'estil típic de Kaurismäki, segons Pöysti: "no assageu i no llegiu massa el guió".
El període de la pel·lícula no és clar, i s'ha dit que està ambientat en una realitat alternativa. El calendari de paret que es mostra a la pel·lícula assenyala la tardor de 2024, però la notícia narrada a la ràdio té lloc en els primers moments de la invasió russa d'Ucraïna del 2022. Al món de la pel·lícula s'utilitzen ràdios de tub, telèfons fixos i trens passats de moda, entre altres coses. També conté diverses referències a pel·lícules, com ara The Dead Don't Die de Jim Jarmusch, Breu encontre de David Lean, i Limelight de Charlie Chaplin. Segons Alma Pöysti, la protagonista femenina, " la pel·lícula tracta sobre persones solitàries amb equipatge, que es troben més tard a la vida. Cal coratge per enamorar-se més endavant a la vida." S'ha descrit com una tragicomèdia.

## Estrena
Kuolleet lehdet va ser seleccionada per competir per la Palma d'Or al 76è Festival Internacional de Cinema de Canes, on es va estrenar el 22 de maig de 2023. Les vendes internacionals les gestiona The Match Factory. Al maig de 2023, Mubi va adquirir els drets de distribució per a Amèrica del Nord, Regne Unit, Irlanda, Amèrica Llatina i Turquia. Als Estats Units, la pel·lícula es va estrenar el 17 de novembre.
La pel·lícula es va projectar al Festival de Cinema del Sol de Mitjanit el 17 de juny de 2023. També va ser convidat al 27è Festival de Cinema de Lima a la secció Aclamat, on es va projectar el 10 d'agost de 2023. Després es va projectar al Festival Internacional de Cinema de Toronto de 2023 i al Festival de Cinema de Nova York de 2023.
Va ser estrenada a Alemanya per Pandora Film el 14 de setembre de 2023, sota el títol Fallende Blätter. B-Plan Distribution va estrenar la pel·lícula a les sales de Finlàndia el 15 de setembre de 2023.
També va ser convidat al 28è Festival Internacional de Cinema de Busan a la secció "Icona" i es va projectar el 6 d'octubre de 2023.

## Recepció

### Resposta crítica
A Rotten Tomatoes, la pel·lícula té una puntuació d'aprovació del 98% basada en 137 crítiques, amb una puntuació mitjana de 8,3/10. El consens dels crítics del lloc web diu: "Una història peculiar d'amants creuats,Kuolleet lehdet és una joia que confirma la vida del cineasta finlandès Kaurismäki." A Metacritic, la pel·lícula té una mitjana ponderada de puntuació de 86 sobre 100, basat en 29 ressenyes crítiques, que indiquen "aclamació universal".
Revisant la pel·lícula després de la seva estrena a Canes, Peter Bradshaw de The Guardian va escriure que la pel·lícula és "romàntica i de caràcter dolç, amb un estil inèdit que de cap manera soscava ni ironitza les emocions. implicat i amb algunes coses agudes a dir sobre la política contemporània." Glenn Kenny de RogerEbert.com va donar a la pel·lícula quatre estrelles de quatre, afirmant que "de només una hora i vint minuts de durada, la pel·lícula és un romanç emotiu que passa per ritmes narratius convencionals." Time cva donar a la pel·lícula quatre estrelles de cada quatre, afirmant que " només una hora i vint minuts de durada, la pel·lícula és un romanç emotiu que passa per ritmes narratius convencionals.
El cineasta nord-americà Dean Fleischer Camp va elogiar la pel·lícula, dient que "Kaurismäki explica històries sinceres sobre pobles marginats que lluiten per les coses bàsiques: menjar, refugi, dignitat, amor. Però les pel·lícules en si són comèdies seques que ens animen a riure davant les desgràcies dels protagonistes, o almenys per l'absurd de la indiferència del món cap a ells. I en representar a uns desfavorits tan simpàtics amb un pinzell tan fresc, Kaurismäki evoca en nosaltres, el públic, el millor de nostraltres. Quan s'encenen els llums, em sento radicalitzat cap a l'empatia i la sinceritat, disposat a prendre les armes contra el cinisme que hi ha dins meu i contra la postura irònica que és l'ajupiment autodefensiu favorit de la cultura pop."
L'agost de 2023, va ser votada com la millor pel·lícula de l'any per la Federació Internacional de Crítics de Cinema Fipresci.
Kuolleet lehdet es va classificar primera a la llista de les 10 millors pel·lícules del 2023 de Time, i cinquena a la llista de les 10 millors pel·lícules del 2023 de Cahiers du Cinéma. La pel·lícula es va incloure a la llista del National Board of Review dels Top Five International Films de 2023. AP News va classificar la pel·lícula entre les millors pel·lícules de l'any; dels dos crítics que van respondre a la llista, Lindsey Bahr va classificar la pel·lícula al #6 i Jake Coyle al #1.

### Premis i nominacions
| Premi                                                | Data de cerimònia      | Categoria                                      | Receptor(s)                                               | Resultat  | Ref.   |
| ---------------------------------------------------- | ---------------------- | ---------------------------------------------- | --------------------------------------------------------- | --------- | ------ |
| Premis Oscar                                         | 10 de març de 2024     | Millor pel·lícula internacional                | Kuolleet lehdet                                           | Nominat   | [ 44 ] |
| Festival Internacional de Cinema de Canes            | 27 de maig 2023        | Palma d'Or                                     | Aki Kaurismäki                                            | Nominat   | [ 45 ] |
| Festival Internacional de Cinema de Canes            | 27 de maig 2023        | Premi del Jurat                                | Aki Kaurismäki                                            | Guanyador | [ 46 ] |
| Festival de Cinema de Sydney                         | 18 de juny de 2023     | Millor pel·lícula                              | Kuolleet lehdet                                           | Nominat   | [ 47 ] |
| Festival Internacional de Cinema de Miskolc          | 9 de setembre de 2023  | Premi Adolph Zukor                             | Kuolleet lehdet                                           | Guanyador | [ 48 ] |
| Festival Internacional de Cinema de Chicago          | 22 October 2023        | Hugo d’Or                                      | Kuolleet lehdet                                           | Nominat   | [ 49 ] |
| Festival Internacional de Cinema de Chicago          | 22 October 2023        | Hugo de Plata al millor director               | Aki Kaurismäki                                            | Guanyador | [ 50 ] |
| Premis British Independent Film                      | 3 de desembre de 2023  | Millor pel·lícula internacional independent    | Aki Kaurismäki, Misha Jaari, Mark Lwoff, Reinhard Brundig | Nominat   | [ 51 ] |
| National Board of Review                             | 6 de desembre de 2023  | Top Five International Films                   | Kuolleet lehdet                                           | Guanyador | [ 52 ] |
| Premis del Cinema Europeu                            | 9 de desembre 2023     | Millor pel·lícula                              | Kuolleet lehdet                                           | Nominat   | [ 53 ] |
| Premis del Cinema Europeu                            | 9 de desembre 2023     | Millor director                                | Aki Kaurismäki                                            | Nominat   | [ 53 ] |
| Premis del Cinema Europeu                            | 9 de desembre 2023     | Millor guió                                    | Aki Kaurismäki                                            | Nominat   | [ 53 ] |
| Premis del Cinema Europeu                            | 9 de desembre 2023     | Millor actor                                   | Jussi Vatanen                                             | Nominat   | [ 53 ] |
| Premis del Cinema Europeu                            | 9 de desembre 2023     | Millor actriu                                  | Alma Pöysti                                               | Nominat   | [ 53 ] |
| Premis del Cinema Europeu                            | Març 2024              | Premi Lux de Cinema Europeu del Públic         | Kuolleet lehdet                                           | Pendent   | [ 54 ] |
| Washington D.C. Area Film Critics Association Awards | 10 de desembre 2023    | millor pel·lícula en llengua estrangera        | Kuolleet lehdet                                           | Nominat   | [ 55 ] |
| St. Louis Film Critics Association                   | 17 de desembre de 2023 | Millor pel·lícula internacional                | Kuolleet lehdet                                           | Nominat   | [ 56 ] |
| Dallas–Fort Worth Film Critics Association           | 18 de desembre de 2023 | Millor pel·lícula en llengua estrangera        | Kuolleet lehdet                                           | 5è lloc   | [ 57 ] |
| Toronto Film Critics Association                     | 17 de desembre de 2023 | Millor pel·lícula internacional                | Kuolleet lehdet                                           | Guanyador | [ 58 ] |
| San Diego Film Critics Society                       | 19 de desembre de 2023 | Millor pel·lícula en llengua estrangera        | Kuolleet lehdet                                           | Nominat   | [ 59 ] |
| Dublin Film Critics Circle Awards                    | 19 de desembre de 2023 | Millor guió                                    | Aki Kaurismäki                                            | 4t lloc   | [ 60 ] |
| Aliança de Dones Periodistes de Cinema               | 3 de gener de 2024     | Millor pel·lícula en llengua no anglesa        | Kuolleet lehdet                                           | Nominat   | [ 61 ] |
| National Society of Film Critics Awards              | 6 de gener de 2024     | millor pel·lícula en llengua estrangera        | Kuolleet lehdet                                           | Guanyador | [ 62 ] |
| Astra Film Awards                                    | 6 de gener de 2024     | Millor pel·lícula internacional                | Kuolleet lehdet                                           | Nominat   | [ 63 ] |
| Astra Film Awards                                    | 6 de gener de 2024     | Millor actriu internacional                    | Alma Pöysti                                               | Nominat   | [ 63 ] |
| Premis Globus d'Or                                   | 7 de gener de 2024     | Millor pel·lícula de parla no anglesa          | Misha Jaari, Aki Kaurismäki i Mark Lwoff                  | Nominat   | [ 64 ] |
| Premis Globus d'Or                                   | 7 de gener de 2024     | millor actriu musical o còmica                 | Alma Pöysti                                               | Nominat   | [ 64 ] |
| San Francisco Bay Area Film Critics Circle Awards    | 9 de gener de 2024     | Millor pel·lícula internacional                | Kuolleet lehdet                                           | Nominat   | [ 65 ] |
| Premis Satellite                                     | 18 de febrer de 2024   | Millor actriu en pel·lícula, comèdia o musical | Alma Pöysti                                               | Pendent   | [ 66 ] |
| Premis Satellite                                     | 18 de febrer de 2024   | Millor pel·lícula internacional                | Kuolleet lehdet                                           | Pendent   |        |